# Tratado de Livre Associação

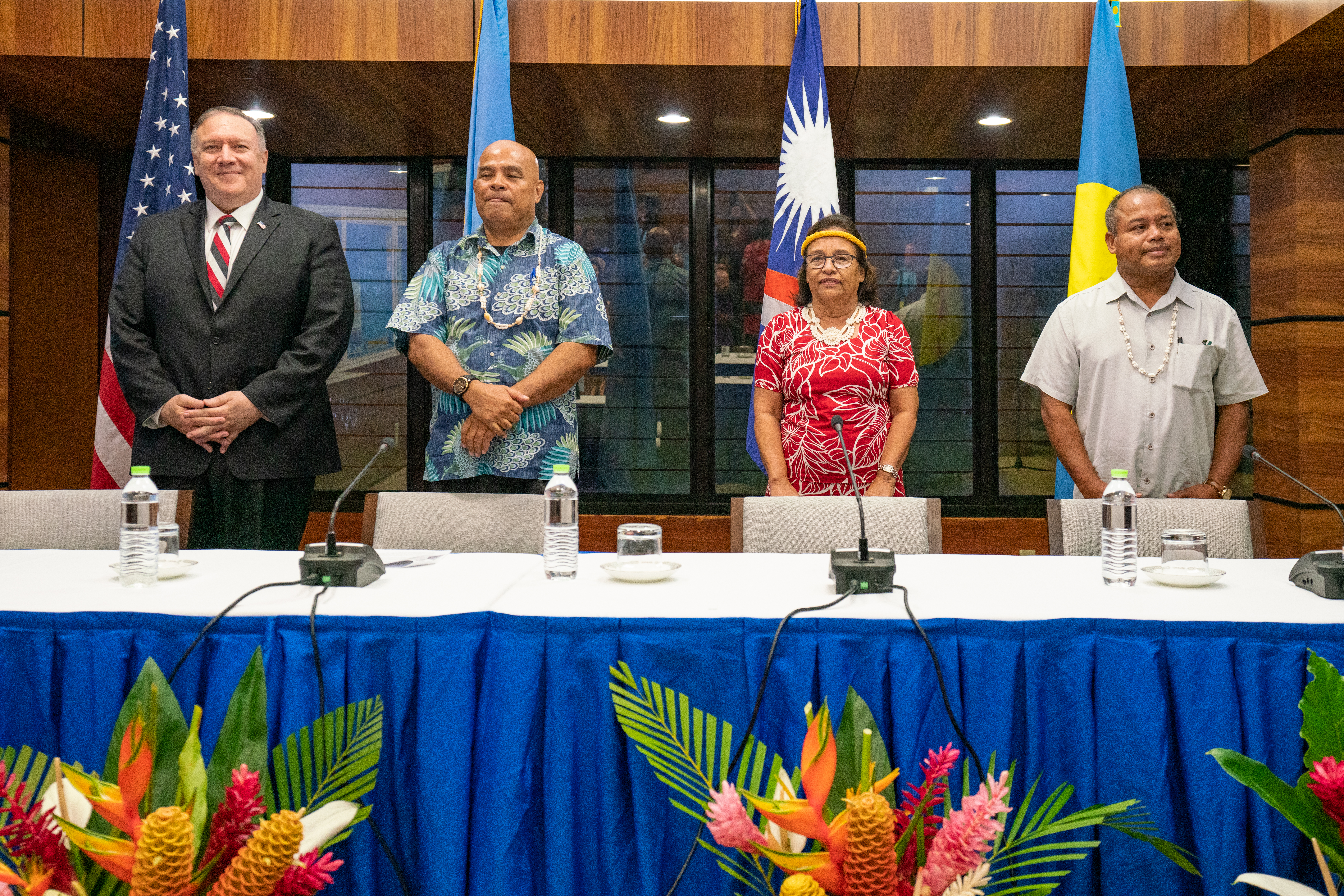
O início de uma nova era.

Os Estados Unidos aprovaram Tratados de Livre Associação (em inglês, Compacts of Free Association) com vários territórios que estavam anteriormente sob sua tutela, seja na forma de protetorados, seja na forma de colónia, como foi o caso de Porto Rico. 
De acordo com aqueles tratados, os territórios que os assinam, apesar de terem autonomia interna, desde que cumpram os preceitos da Constituição dos Estados Unidos, passam a responsabilidade pela sua defesa e relações externas aos Estados Unidos.
Os países da Micronésia que estiveram sob tutela dos Estados Unidos dentro do Protetorado das Ilhas do Pacífico das Nações Unidas e que, em 1986, assinaram Tratados de Livre Associação com aquele país são:
- Os Estados Federados da Micronésia;[1][2]
- A República das Ilhas Marshall;[1][3]
- A República de Palau.[4]

Essas três nações, juntamente com a Comunidade das Ilhas Marianas do Norte, que compuseram anteriormente o Protetorado das Ilhas do Pacífico das Nações Unidas foram administradas pela Marinha dos Estados Unidos de 1947 a 1951 e pelo Departamento do Interior de 1951 a 1986 (até 1994 para Palau). Atualmente estes três países são membros da Organização das Nações Unidas (ONU).
Niue e Ilhas Cook são Estados livremente associados à Nova Zelândia, mas, diferentemente dos três países em livre associação com os Estados Unidos, não são membros da ONU, apesar de estarem presentes em algumas de suas instituições.